# Raragaisenjaure
Raragaisenjaure är en sjö i Krokoms kommun i Jämtland och ingår i Indalsälvens huvudavrinningsområde. Sjön har en area på 1,37 kvadratkilometer och ligger 868,1 meter över havet. Sjön avvattnas av vattendraget Stensjöån. Vid provfiske har öring fångats i sjön.

## Delavrinningsområde
Raragaisenjaure ingår i det delavrinningsområde (709528-138769) som SMHI kallar för Utloppet av Raragaisenjaure. Medelhöjden är 956 meter över havet och ytan är 5,92 kvadratkilometer. Räknas de 3 avrinningsområdena uppströms in blir den ackumulerade arean 11,85 kvadratkilometer. Stensjöån som avvattnar avrinningsområdet har biflödesordning 4, vilket innebär att vattnet flödar genom totalt 4 vattendrag innan det når havet efter 332 kilometer. Avrinningsområdet består mestadels av kalfjäll (77 procent). Avrinningsområdet har 1,36 kvadratkilometer vattenytor vilket ger det en sjöprocent på 23 procent.